# Kamyszewatskaja
Kamyszewatskaja (ros. Камышеватская) – stanica w Rosji, w Kraju Krasnodarskim, w rejonie jejskim. W 2010 liczyła 5029 mieszkańców.